# 銀河鐵道999
《銀河鐵道999》是松本零士所創作的日本漫畫系列，並在1977年到1981年於週刊雜誌《少年王》連載。單行本全17集。其故事的世界觀設定於在高科技的未來，人類在開拓宇宙的同時，也能夠藉由免費供應的機械身體因而實現實際的「永生」。

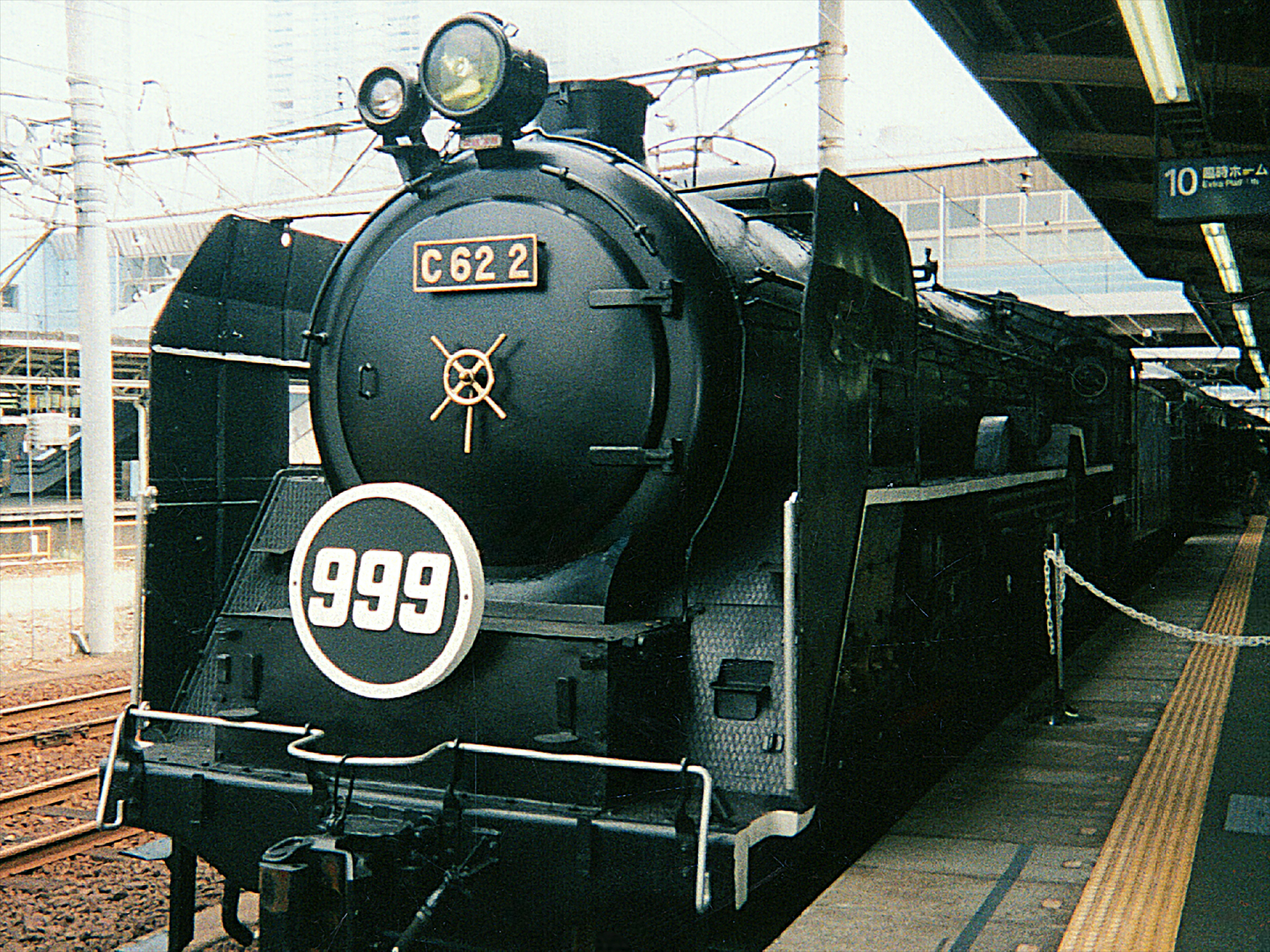
日本品川站展示中的C62型蒸汽機車C622號（1999年Dream Train 1999活動拍攝）

《銀河鐵道999》的故事靈感來自宮澤賢治小說《銀河鐵道之夜》以及和莫里斯·梅特林克的《青鳥》，其漫畫版在1978年獲得了小學館漫畫賞。動畫系列在1981年獲得了Animage動漫大獎。在連載期間被製作成電視動畫和劇場動畫後大獲成功，因而與《宇宙戰艦大和號》系列引起了松本零士的科幻熱潮，被視為日本動畫黃金時代的代表作。

## 概要

### 設定
在這個時代，宇宙密布著不可視的鐵道網，人們會搭乘銀河鐵道列車在各個星球間移動，列車在每個星球停靠的時間都是該星球的一天。列車會提供餐點，和在各星球觀光和食宿所需的旅費。富有的人大多會將自己的身體替換成機械，藉此讓自己活上千年。

### 劇情大綱
在地球上，少年星野鐵郎的母親被機械伯爵出於取樂而獵殺，她臨死前希望鐵郎搭上銀河特快999號列車，抵達免費供應機械身體的星球，並代替自己和丈夫活下去。神秘美女梅德爾幫助他復仇，並送他一張地球往返安卓美達（仙女座）的無期車票。雖然不知道梅德爾有何盤算，但鐵郎為了得到機械身體並殺死所有機械人，還是與她結伴同行。
隨著旅途進展，他們行經許多稀奇古怪的星球，例如遍布枯葉的星球、外型如通心麵的星球、居民全是複製人的星球，鐵郎遇見各種獨特的生命，例如全身都是木頭的人、如螢火蟲一樣發光的人、希望獲得血肉之軀的機械人，他也歷經多次生離死別和致命危機。鐵郎雖不想死，但在旅程中也見到許多讓自己感到厭惡的機械化人類，因此他逐漸懷疑自己的信念。每當進入及離開一個星球，故事旁白便會簡短地為故事開場和作結，可能引用虛構書籍或角色的對白作為開場，或描述鐵郎的心境變化，這些內容有對戰爭的批判、對生命本質的感嘆，也有對人性的諷刺。
旅程終點站是機械帝國的母星大安卓美達，在即將抵達該處時，鐵郎仍無法決定是否要換成機械身體，因此機械帝國的美娜芙決定將鐵郎做成螺絲釘，用來連結「洪爐」的外壁。如果鐵郎拒絕，梅德爾將被處以死刑，因此鐵郎同意此事。梅德爾的真實身分於此揭曉，她是大安卓美達女王的女兒，女王長期派梅德爾到各處帶回不同的年輕人，讓他們化為螺絲釘，並將自己的生命作為能源貢獻給機械帝國。但這一次梅德爾背叛了母親，她提前用普通螺絲釘替換鐵郎，並讓鐵郎開槍引爆洪爐，洪爐內的能源四散，失去能源的大安卓美達被吸入黑洞中永遠沉眠。
梅德爾向鐵郎道別，表示安卓美達或許就是地球的過去或未來，並表示自己是只存在於鐵郎少年時代回憶中的幻影。鐵郎獨自搭上999號列車返回地球，但他永遠不會忘記梅德爾。

## 主要角色
- 星野鐵郎（星野 鉄郎）

配音：野沢雅子（日本）；陶碧儀【ATV】／袁淑珍【TVB】（香港）
本作男主角，年齡約10歲的少年，並未做機械化身體，夢想是與母親到可以免費換機械身體的銀河鐵道999號終站。而與梅德爾展開了旅裎。
- 梅德爾（メーテル，美達路【ATV】／馬德蘭【TVB】）

配音：池田昌子（日本）；徐愛貞【ATV】／黃麗芳【TVB】（香港）
本作女主角，充滿秘密的神秘女子。梅德爾給予男主角星野鐵郎車票後，與星野鐵郎展開了旅裎。是穩重的大人，迷人而神秘的女人，充滿智慧，對於沒有勇氣，只會虛張聲勢、狂妄、輕視生命的人十分憤怒，有時梅德爾也有熱情的表現。
真實身份是普罗米修母（プロメシューム，原来的千年女王）的女兒。
- 車掌先生（車掌）

配音：肝付兼太（日本）；葉少榮【ATV】／周鸞【TVB】（香港）
999列車的車掌，個性很平易近人，是999列車的靈魂人物。
- 999号列车机关车

具有人性化、独立人格的电脑列车，自尊心很强。编号C62-48。
- 星野加奈江

配音：區瑞華【TVB】（香港）
星野铁郎的母亲，被机械伯爵杀害后做成了標本。
- 克莉亚

配音：樂蔚【TVB】（香港）
银河铁道列车的服务员，水晶玻璃身体，因为想恢复原本的肉体在列车上打工赚钱。
TV版在经过宇宙隧道时与铁郎梦境中的死神同归于尽，剧场版与普罗米修母同归于尽。
- 普罗米修母

配音：李雁【TVB】（香港）
梅德尔的母亲，千年女王机械化后的形态，机械帝国的女王。
在银河铁道的终点站等待着铁郎的到来。她发展了机械帝国，并促进了全宇宙的机械化。
- 哈洛克

松本零士的另一部作品「宇宙海賊哈洛克」的主角。
- 艾美拉達絲

哈洛克的至交，個性強悍的女海盜，梅德爾的雙胞胎姐姐。

## 標題一覽
- 第一卷：出發的序曲
  - 第一站：出發的序曲
  - 第二站：火星的紅風
  - 第三站：透明的女孩·水晶的克莉亞
  - 第四站：泰坦星上長眠的戰士
  - 第五站：大盜安達列斯
  - 第六站：徬徨之星的影子
  - 第七站：慧星圖書館
  - 第八站：暗黑星梅菲斯特的黑騎士
  - 第九站：水之國的貝多芬　之一
- 第二卷：陽炎星的文豪
  - 第九站：水之國的貝多芬　之二
  - 第十站：大四疊半行星的幻想
  - 第十一站：北非古戰場的歌聲
  - 第十二站：十七億六千五百萬人的失業星
  - 第十三站：空中牧場的大肥牛
  - 第十四站：枯葉墓碑
  - 第十五站：陽炎星的文豪
  - 第十六站：不定形行星奴魯巴
  - 第十七站：化石戰士
  - 第十八站：一顆名叫「好奇心」的星球　之一
- 第三卷：裝甲行星
  - 第十八站：一顆名叫「好奇心」的星球　之二
  - 第十九站：專業之魂
  - 第二十站：原始行星的女王
  - 第二十一站：暗闇星的姐妹
  - 第二十二站：重力之底的墓場
  - 第二十三站：裝甲行星
  - 第二十四站：泥濘中的梅德爾　之一
- 第四卷：懺悔之國
  - 第二十四站：泥濘中的梅德爾　之二
  - 第二十五站：螢火蟲之街
  - 第二十六站：海盜船 艾梅拉號
  - 第二十七站：懺悔之國
  - 第二十八站：懶惰鬼的鏡子
  - 第二十九站：酒山大陸
- 第五卷：次元航海行星
  - 第三十站：二重行星的拉拉
  - 第三十一站：徒勞無功的拓荒著
  - 第三十二站：次元航海行星
  - 第三十三站：白骨之歌
  - 第三十四站： 濃霧送葬行星
  - 第三十五站：托列達分歧點 之一
- 第六卷：沉默的聖地
  - 第三十五站：托列達分歧點 之二
  - 第三十六站：雪都的鬼子母神
  - 第三十七站：鋼鐵天使
  - 第三十八站：停留空間的試吃星
  - 第三十九站：怒髮星
  - 第四十站：幽靈世界的陰極光絲
  - 第四十一站：沉默的聖地
  - 第四十二站：布雷迪特市的魔女 之一
- 第七卷：霧都黃昏
  - 第四十二站：布雷迪特市的魔女 之二
  - 第四十三站：烏拉托雷斯的螺絲山
  - 第四十四站：大酋長賽庫洛普羅斯
  - 第四十五站：小咪的生命之館
  - 第四十六站：卑怯者的長老帝國
  - 第四十七站：霧都黃昏
- 第八卷：女武神的空間巡行
  - 第四十八站：球狀住宅團的大酋長
  - 第四十九站：C62的叛亂
  - 第五十站：費媚爾的回憶
  - 第五十一站：女武神的空閒巡行
  - 第五十二站：咆哮山莊的奇拉
  - 第五十三站：今後之星 之一
- 第九卷：真假鐵郎
  - 第五十三站：今後之星 之二
  - 第五十四站：永久戰鬥實驗室
  - 第五十五站：亡靈隧道
  - 第五十六站：透明海的阿特美絲
  - 第五十七站：鏡之星的鐵郎
  - 第五十八站：無盡的夏物語 之一
- 第十卷：冷血帝國
  - 第五十八站：無盡的夏物語 之二
  - 第五十九站：冷血帝國
  - 第六十站：足音村的腳步聲
  - 第六十一站：無夜城
  - 第六十二站：「魔女豎琴」的交響曲 之一
- 第十一卷：大暗黑星雲
  - 第六十二站：「魔女豎琴」的交響曲 之二
  - 第六十三站：宇宙僧人 大弛
  - 第六十四站：溫柔的花之都
  - 第六十五站：大暗黑星雲 Africa
  - 第六十六站：水之國的夏逸安族
- 第十二卷：時間城的海賊
  - 第六十七站：吃命聖女
  - 第六十八站：時間城的海賊
  - 第六十九站：安卓美達的雪女 之一
- 第十三卷：四次元電梯
  - 第六十九站：安卓美達的雪女 之二
  - 第七十站：溜溜球的小小世界
  - 第七十一站：FLYING BLACK
  - 第七十二站：四次元電梯
  - 第七十三站：隨便地帶的妖怪
- 第十四卷：石之花
  - 第七十四站：安卓美達天方夜譚
  - 第七十五站：幽靈車站13號
  - 第七十六站：奶油焗通心麵的崩壞
  - 第七十七站：梅德爾之旅
  - 第七十八站：石之花 之一
- 第十五卷：絕對機械圈
  - 第七十八站：石之花 之二
  - 第七十九站：無底洞的魔鬼海藻水域
  - 第八十站：震動站
  - 第八十一站：豐盛星的大酋長
  - 第八十二站：砂是海的隆美爾
  - 第八十三站：絕對機械圈 之一
- 第十六卷：藍色西瓜星
  - 第八十三站：絕對機械圈 之二
  - 第八十四站：磁石站的一族
  - 第八十五站：蝣蜉氣流
  - 第八十六站：波卡尼克的弟子
  - 第八十七站：藍色西瓜星 之一
- 第十七卷：終點站
  - 第八十七站：藍色西瓜星 之二
  - 第八十八站：宇宙酒
  - 第八十九站：自己之外全是白癡學博士
  - 第九十站：故障時鐘
  - 第九十一站：終點站

## 相关作品

### 电视動畫版
- 1978年9月14日～1981年3月26日，全113集+三部特別篇。台灣曾由超視購入播出，但僅播至第26集即告中斷，之後集數並未續播。

#### 特别篇
- 《银河铁道999 你不是为生存而战的战士吗？》

1979年10月11日播出。以電視版第12、13集「化石戰士」為基礎重新構成（另於回想場景中加入第1、5、17集的畫面）。
- 《银河铁道999 永远的旅人：艾美拉达丝》

1980年4月3日播出。以電視版第22集「海賊船艾美拉達絲女王號」為基礎重新構成。
- 《银河铁道999 你像母亲一样去爱嗎？》

1980年10月2日播出。以電視版第第51、52集「透明海的阿爾緹蜜絲」為基礎重新構成。
- 2001年 《银河铁道999 消失了的太阳系》
- 短篇   《银河铁道999 玻璃克莉亚》
- 2001年 《银河铁道999 梅德尔传奇》

#### 主題曲
- 日語版：《銀河鐵道999》[1]
  - 作曲：平尾昌晃
  - 填詞：橋本淳（日语：橋本淳 (作詞家)）
  - 編曲：青木望（日语：青木望）
  - 主唱：佐佐木功、杉並兒童合唱團（日语：杉並児童合唱団）

- 香港麗的電視粵語版：《銀河鐵道999》[2][3]
  - 作曲：平尾昌晃
  - 填詞：詹惠風
  - 編曲：奧金寶
  - 主唱：黎小田

### 剧场版
- 1979年 劇場版《银河铁道999》
- 1981年 劇場版《再見 銀河鐵道999，仙女座终点站》
- 1998年 劇場版《銀河鐵道999：永恒幻想》
- 2004年 剧场版《银河铁道999外传 宇宙交响诗梅德尔》13集

### 漫畫單行本
- 『銀河鉄道999』　少年画報社　BIG COMICS　全18巻　-　アンドロメダ編、原創。絶版。
- 『銀河鉄道999』　少年画報社　漫画文庫　全18巻　-　1～12巻がアンドロメダ編輯、13～18巻がエターナル編。
- 『銀河鉄道999』　小学館　BIG COMICS　刊載21巻　-　小学館『BIG COMICS』移籍。1～14巻由がアンドロメダ編、15～21巻がエターナル編。21巻外傳收錄于『銀河鐵道物語』。

### 廣播劇
麒麟廣播劇場
動畫片播放前在日本廣播播出了的廣播劇。演員爲吉田理保子。
NHK廣播劇
動畫片播放以前的於1978年4月30日從22:20在NHK廣播播出了的廣播劇。節目進行角色爲松本零士，鉄郎角色和其他男性角色配音爲市村正親，梅德爾配音來自女演員倉野章子，廣播開頭的出發聲音來自中江真司。音楽制作爲冨田勲、腳本潤色爲菅沼定憲。2010年8月10日NHK-BS2台播放了「全駅停車!銀河鉄道999全部みせます」(第2夜)，并且促使松本零士将原來的广播节目作為電視廣播图像化了。
All Night-NIPPON
在電影版公映之前，爲了宣傳作爲『オールナイトニッポン』特別節目在日本廣播廣播。故事到電影版中途結束。
廣播劇 銀河鉄道999
動畫『銀河鉄道999 エターナル・ファンタジー』播出起，從1997年10月10日到1998年被日本廣播的『岩男潤子と荘口彰久のスーパーアニメガヒットTOP10』節目里與ABC電台播出。從原作摘錄了的全18話。之後發售了3張CD。

### 舞台劇

#### 銀河鐵道999 in SKD
松竹歌劇団（SKD）的舞台劇作品。內容爲重新構成。國際劇場于1980年2月23日-3月30日和同年9月28日-11月30日期間進行演出。此後，1982年4月29日-5月23日再次於TOKYO-BAY劇場上演。　
制作人員
- 演出、脚本：宮島晴彦
- 音楽：渋谷森久、三木たかし
- 振付：松見登、篠井世津子、謝珠栄

角色分配
- 梅德爾：高城美輝
- 星野鉄郎：滝真奈美

#### 銀河鐵道999 透明宮殿之旅
松竹歌劇團的音樂作品。1986年9月21日-10月3日於青山劇場演出。劇情完全原創。人類最後的男性少年大地巡以人類再生爲目標尋找最後的女性，與梅德爾一起旅行。
制作人員
- 原作、美術指導：松本零士
- 演出、脚本：斉藤耕一
- 音響監督：渋谷森久
- 振付：松見登、謝珠栄、田村連

角色分配
- 大地巡：丘乃遊莉
- 梅德爾：紅エミ
- 車長：夕鶴みき

#### GALAXY EXPRESS 999 The Musical
天王洲銀河劇場的作品。上演期間爲1997年11月5日 - 12月10日。内容爲重編版本。
制作人員
- 原作、構成衣装監修：松本零士
- 作曲：都倉俊一
- 作詞：ダグラス・A・ブレイフィールド
- 脚本：メラニー・ミンツ
- 演出、振付：ジェームス・ロッコ
- 翻譯、台詞：松田直行
- 美術：森安淳
- 照明：原田保
- 音響：松木哲志
- 服裝：前田文子
- 舞台監督：高橋司

角色分配
- 星野鉄郎：本田修司
- 梅德爾：大浦みずき
- 克莉亞：スージー・カン
- 柳芝：杏子
- 哈洛克船長：宮川浩
- 機械伯爵：留守晃

### 電視劇
電視劇於BSスカパー!2018年6月18日20:00「銀河鐵道999 40周年記念」 《銀河鐵道999 Galaxy Live Drama》播出。
登場人物
- 星野鐵郎 - 前田旺志郎
- 梅德爾 - 栗山千明
- 翡翠皇后 - 凰稀要
- 機械伯爵 - 染谷俊之
- 大山橡郎 - 橋本潤
- 安塔爾 - 宇梶剛士

製作團隊
電視劇製作 - The Work

## 外部連結
- 松本零士公式サイト （页面存档备份，存于）（日語）
- 小学館公式サイト （页面存档备份，存于）（日語）
- 銀河鉄道999　40周年記念生ドラマ 『銀河鉄道999　Galaxy Live Drama』BSスカパー! 番組情報ページ （页面存档备份，存于）（日語）
- 韓国のファンサイト-春を待つメーテル （页面存档备份，存于）（日語）
- 銀河鉄道999サイト連合会（日語）